# Irische Badmintonmeisterschaft 2009
Die Irische Badmintonmeisterschaft 2009 fand vom 7. bis zum 8. Februar 2009 in Dublin statt.

## Austragungsort
- Dublin, Baldoyle Badminton Centre

## Die Sieger und Platzierten
| Disziplin    | Gold                     | Silber                     | Bronze                    |
| ------------ | ------------------------ | -------------------------- | ------------------------- |
| Herreneinzel | Scott Evans              | Tony Stephenson            | William O’Neill           |
| Herreneinzel | Scott Evans              | Tony Stephenson            | Alex Sim                  |
| Dameneinzel  | Chloe Magee              | Sinead Chambers            | Emma Calow                |
| Dameneinzel  | Chloe Magee              | Sinead Chambers            | Ruth Roddis               |
| Herrendoppel | Matthew Gleave Sam Magee | Alex Sim Tony Stephenson   | Joe Ledwidge Mark Topping |
| Herrendoppel | Matthew Gleave Sam Magee | Alex Sim Tony Stephenson   | Lee Hannigan Ian Macbeth  |
| Damendoppel  | Keelin Fox Sandra Lynch  | Emma Calow Sinead Chambers | Clare Flood Donna Kee     |
| Damendoppel  | Keelin Fox Sandra Lynch  | Emma Calow Sinead Chambers | Lisa Chapman Dona Scott   |
| Mixed        | Sam Magee Chloe Magee    | Mark Topping Keelin Fox    | Daniel Magee Dona Scott   |
| Mixed        | Sam Magee Chloe Magee    | Mark Topping Keelin Fox    | Matthew Gleave Erin Keery |